# Baekjeon-myeon
Baekjeon-myeon (koreanska: 백전면) är en socken i den centrala delen av Sydkorea, 230 km söder om huvudstaden Seoul.
Den ligger i västra delen av kommunen Hamyang-gun i provinsen Södra Gyeongsang.